# Frederika Meklenbursko-Střelická
Frederika Meklenbursko-Střelická (německy Friederike Prinzessin zu Mecklenburg von Preußen, plným jménem Friederike Luise Karoline Sophie Charlotte Alexandrine Herzogin zu Mecklenburg) (2. března 1778, Alten Palais, Hannover – 29. června 1841 tamtéž) byla sňatkem postupně princezna pruská, princezna zu Solms-Braunfels a hannoverská královna.

## Původ
Frederika se narodila jako sedmé dítě (pátá, nejmladší z přeživších dcer) meklenburského vévody Karla II. Meklenbursko-Střelického (1741–1816) a jeho první manželky Bedřišky Hesensko-Darmstadtské (1752–1782), dcery lankraběte Jiřího Viléma Hesensko-Darmstadtského a jeho manželky Marie Luisy Albertiny von Leiningen-Dagsburg-Falkenburg. Mimo jiné byla nejmladší sestrou proslulé pruské královny Luisy Meklenbursko-Střelické a neteří britské královny Šarloty Meklenbursko-Střelické, manželky krále Jiřího III.

## Mládí
Po smrti své první ženy se Frederičin otec v roce 1784 podruhé oženil s Šarlotou Hesensko-Darmstadtskou, mladší sestrou své první zemřelé ženy. Toto manželství záhy skončilo Šarlotinou smrtí v prosinci roku 1785 po narození jejich jediného dítěte (Karel Meklenburský, 1785–1837). Protože se v této situaci jako vdovec necítil schopen svým dcerám poskytnout potřebnou péči a výchovu, rozhodl se její otec o pomoc požádat jejich babičku, svou tchyni, princeznu Marii Luisu Albertinu von Leiningen-Dagsburg-Falkenburg, žijící v Darmstadtu. Svěřil jí své dcery Charlottu Georginu, Terezu Matyldu, Luisu a Frederiku. Život v péči babičky a vychovatelky Salomé de Gélieu byl pro dívky šťastný.

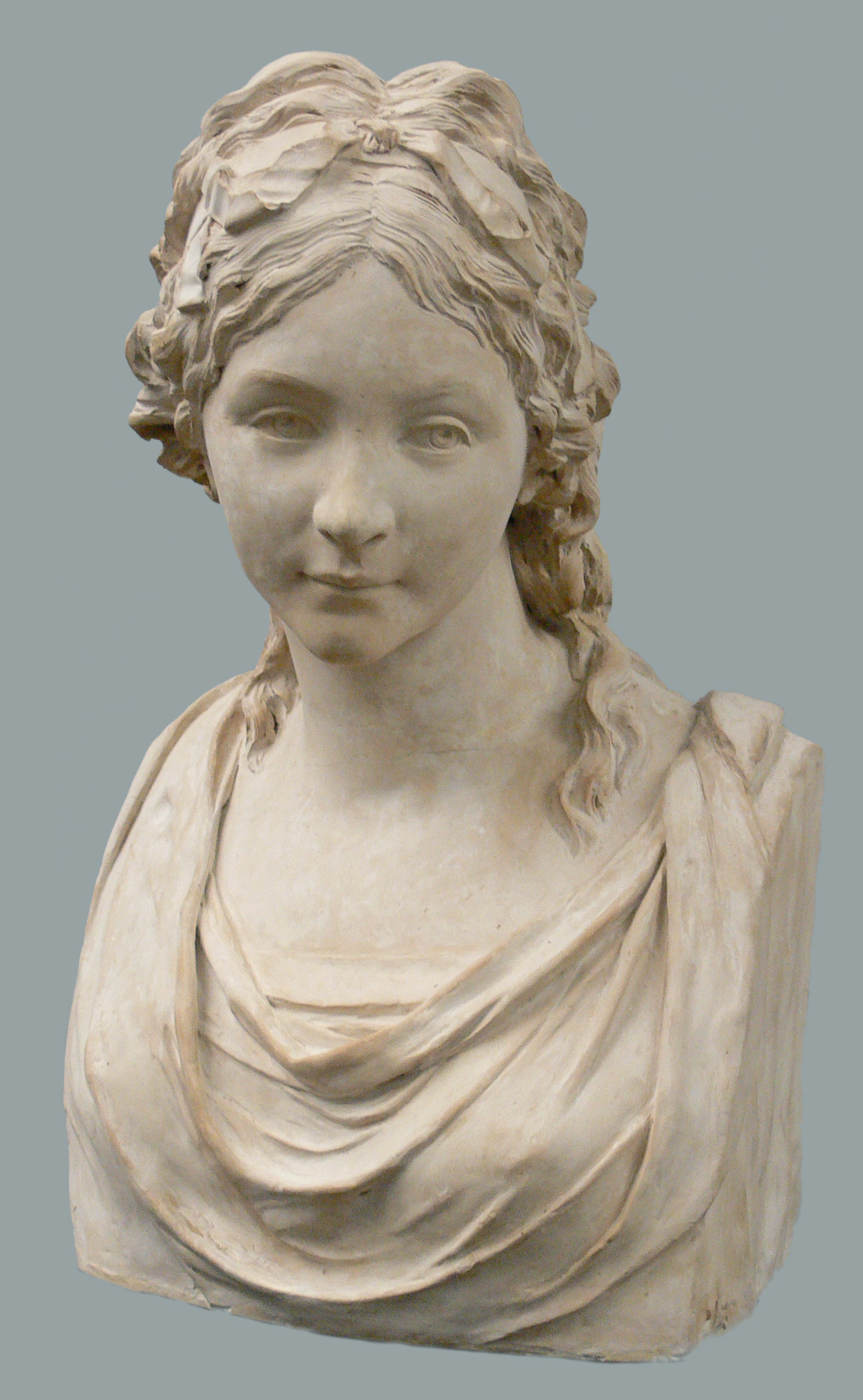
Johann Gottfried Schadow: Princezna Frederika, 1795

## Manželství

### První manželství
14. března 1793 se princezny „náhodou“ setkaly v divadle ve Frankfurtu nad Mohanem s pruským králem Fridrichem Vilémem II. (1744–1797). Ten byl nadšen sličností a půvabem princezen Luisy a Frederiky. O několik týdnů později dojednal vévoda Karel s králem Fridrichem Vilémem svatební smlouvu o sňatku s jeho syny. Zasnoubení obou párů se oslavilo 24. dubna téhož roku v Darmstadtu. V prosinci roku 1793 se dívky vypravily na cestu do Berlína, kde se 24. prosince uskutečnila svatba starší princezny Luisy s pruským korunním princem Fridrichem Vilémem (1770–1840) a dva dny nato svatba Frederiky s jeho mladším bratrem, princem Fridrichem Ludvíkem Karlem, zvaným Luis (1773–1796).

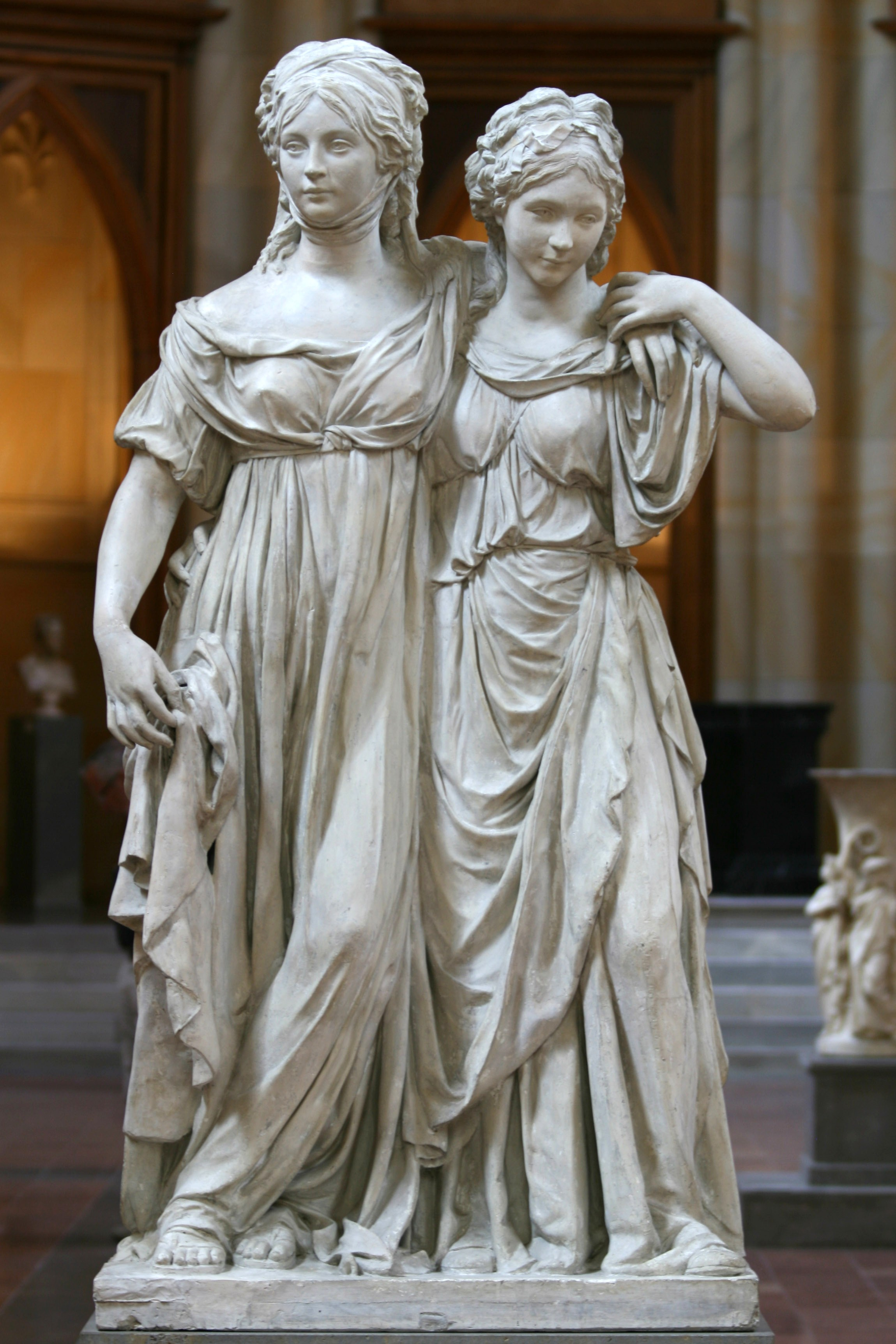
Princezna Frederika (vpravo) se svou sestrou Luisou.

Frederičino manželství bylo od počátku nešťastné, neboť Ludvík se zajímal více o své metresy než o svou mladičkou manželku. Frederika zase měla vztah s jeho strýcem, Luisem Ferdinandem Pruským (1772–1806).
V roce 1795 jmenoval král prince Luise velitelem dragounského pluku č. 1, jehož štáb měl sídlo v Schwedtu. Zde princ v prosinci roku 1796 onemocněl difterií a krátce nato zemřel. Frederika přesídlila se svými třemi maličkými dětmi na zámek Schönhausen u Berlína.

### Druhé manželství
V roce 1797 se o Frederičinu ruku ucházel její anglický bratranec, vévoda Adolf Frederik, vévoda z Cambridge (1774–1850), pátý syn britského krále Jiřího III. a jeho manželky Šarloty Meklenbursko-Střelické, a neoficiálně se s ní zasnoubil. Adolf Frederik žádal své rodiče o svolení ke sňatku, ti však – na nátlak jeho matky, Frederičiny tety – jeho žádost odmítli. Pro Frederiku tím toto neoficiálně uzavřené zasnoubení skončilo.
V roce 1798 byla Frederika těhotná a svěřila se princi Fridrichu Vilémovi zu Solms-Braunfels (1770–1814). Ten se přihlásil k otcovství a požádal o její ruku, což Frederika přijala, aby předešla nevyhnutelnému skandálu. Manželství bylo uzavřeno 10. prosince roku 1798. Pár musel opustit Berlín a přestěhovat se do Ansbachu. Zde se v únoru 1799 narodila dcera, která však žila pouze osm měsíců. Princ Solms, zklamán a roztrpčen nad zmařenou příležitostí, se vrátil ke svému předchozímu způsobu života důstojníka a propadl alkoholu. V roce 1805 opustil vojenskou službu ze "zdravotních důvodů" a tím pozbyl svých příjmů; Frederika musela potřeby rodiny hradit ze svých prostředků, tedy z renty poskytované jí jejím švagrem, pruským králem Fridrichem Vilémem III. Bratr jejího manžela Vilém Kristián Karel zu Solms-Braunfels (1759–1837) jí radil rozvod, který ona zásadně neodmítala, ale nakonec na něj nepřistoupila.

### Třetí manželství
V květnu roku 1813 přijel do Neustrelitz Arnošt August, vévoda Cumberland (1771–1851), čtvrtý syn britského krále Jiřího III. a starší bratr dřívějšího Frederičina snoubence Adolfa Frederika, aby u svého strýce Karla vykonal návštěvu. Zde se setkal se svou sestřenicí Frederikou. Vévoda Karel dal své dceři jednoznačně na srozuměnou, že její rozloučení od prince zu Solms by bylo správné a že by velmi rád viděl její manželství s anglickým princem. Příští měsíce měla Frederika dost času na to, aby přemýšlela o úmyslech Arnošta Augusta a možném vývoji své situace.
Když Arnošt August po vítězství spojenců v bitvě u Lipska opět přibyl na několik dní do Neustrelitz, byl srdečně přivítán. Po nějakém čase poprosila Frederika pruského krále o povolení k rozvodu jejího manželství se Solmsem. Všechny strany souhlasily, i princ zu Solms-Braunfels. Prekérní situaci nakonec vyřešila jeho smrt v důsledku mrtvice[nepřesný odkaz] 13. dubna roku 1814. V srpnu téhož roku bylo oznámeno oficiální zasnoubení (třebaže královna Šarlota, Arnoštova matka, byla opět proti) a poté, co britský parlament vyjádřil svůj souhlas s manželstvím královského prince, uskutečnila se 29. května 1815 i svatba.

## Hannoverská královna
20. června roku 1837 zemřel Frederičin švagr, britský král Vilém IV. Protože neměl – stejně jako starší bratr a předchůdce na trůnu Jiří IV. – žádné legitimní potomky, stala se nástupkyní na trůnu Spojeného království jejich neteř Viktorie, jediná dcera jejich zemřelého mladšího bratra Eduarda Augusta, čtvrtého syna krále Jiřího III.
V Hannoverském království však v té době ještě platilo salické právo, jež neumožňovalo nastoupit na trůn ženě, ale nejbližšímu mužskému potomkovi z předchozí generace (či předchozích generací); proto se nemohla Viktorie stát hannoverskou královnou a hannoverským králem se stal Frederičin manžel Arnošt August, pátý syn Jiřího III., jako Arnošt August I., král hannoverský a vévoda brunšvicko-lüneburský. Jeho následníkem se stal Frederičin a jeho syn Jiří V. Hannoverský.
Frederika byla hannoverskou královnou pouze čtyři roky. Po krátké nemoci zemřela v Hannoveru. 29. června roku 1841. Král Arnošt August pověřil dvorního stavitele Georga Ludwiga Friedricha Lavese výstavbou mauzolea pro svou manželku a pro sebe v zahradě zámku Herrenhausen u Hannoveru. Kromě toho vydal příkaz přestavět centrální náměstí v blízkosti Leineschloss (zámku Leine) a přejmenovat je na Frederikenplatz (Frederičino náměstí). V blízkosti ležící Frederičin zámeček byl zbořen v roce 1966. Podle královny Frederiky byla pojmenována i nemocnice, kterou založila Ida Arenhold.

## Potomci
Z prvního manželství s princem Ludvíkem Karlem Pruským, zvaným Luisem, se narodily tři děti:
- 1. Fridrich Pruský (30. 10. 1794 Berlín – 27. 7. 1863 tamtéž), pruský princ
  - ⚭ 1817 Luisa Anhaltsko-Bernburská (30. 10. 1799 Ballenstedt – 9. 12. 1882 Düsseldorf)
- 2. Karel Pruský (26. 9. 1795 Berlín – 6. 4. 1798 tamtéž)
- 3. Bedřiška Vilemína Pruská (30. 9. 1796 Berlín – 1. 1. 1850 Dessau)
  - ⚭ 1818 Leopold IV. Anhaltský (1. 10. 1794 Dessau – 22. 5. 1871 tamtéž), princ askánský a vévoda Anhaltska

V druhém manželství s princem Fridrichem Vilémem zu Solms-Braunfels se narodilo osm dětí, z nichž však čtyři zemřely jako nemluvňata:
- 1. Žofie (27. 2. 1799 Ansbach – 20. 10. 1799 tamtéž)
- 2. Friedrich Vilém (11. 9. 1800 Weidenbach –  14. 9. 1800 tamtéž)
- 3. Fridrich Vilém Jindřich (30. 12. 1801 Braunfels – 12. 9. 1868 Salcburk)
  - ⚭ 1831 hraběnka Marie Anna Kinská (19. 6. 1809 Praha – 5. 12. 1892)
- 4. Žofie (*/† 1803)
- 5. Augusta Luisa (25. 7. 1804 Weidenbach – 8. 10. 1865 Thernberg) 
  - ⚭ 1827 Albert Schwarzbursko-Rudolstadtský (30. 4. 1798 Rudolstadt – 26. 11. 1869 tamtéž), kníže schwarzbursko-rudolstadtský od roku 1867 až do své smrti
- 6. dcera (*/† 1805)
- 7. Alexandr Fridrich Ludvík (12. 3. 1807 Kosel – 20. 2. 1867 Marxheim) 
  - ⚭ 1863 baronka Louisa von Landsberg-Velen (1. 11. 1835 Drensteinfurt – 11. 1. 1894 Münster)
- 8. Fridrich Vilém Karel (27. 7. 1812 Neustrelitz – 13. 11. 1875 Kreuznach)
  - I. ⚭ 1834 Louise Beyrich, morganatické manželství, rozvedli se roku 1841
  - II. ⚭ 1845 Žofie z Löwenstein-Wertheim-Rosenbergu (9. 8. 1814 Neustadt am Main – 9. 6. 1876 Kreuznach)

Z třetího manželství s Arnoštem Augustem, vévodou z Cumberlandu, pozdějším hannoverským králem, vzešly tři děti:
- 1. Frederika (*/† 27. 1. 1817)
- 2. dcera (*/† 1818)
- 3. Jiří Frederik Alexandr Karel Arnošt August (27. 5. 1819 Berlín – 12. 6. 1878 Paříž), poslední hannoverský král v letech 1851–1866, vévoda z Cumberlandu a Teviotdale
  - ⚭ 1843 Marie Sasko-Altenburská (14. 4. 1818 Hildburghausen – 9. 1. 1907 Gmunden)